# Przerywacz fotograficzny
Przerywacz, stoper – pośrednia kąpiel fotograficzna, w procesie wywoływania negatywowego, jak i pozytywowego (między wywołaniem a utrwaleniem). Jej działanie opiera się na:
1. Spowolnieniu lub zatrzymaniu działania wywoływacza. Najprostszym przerywaczem jest woda, jednak spowalnia ona jedynie (na skutek rozcieńczenia), a nie zatrzymuje działania wywoływacza, którym jest wciąż nasiąknięta emulsja. Większość reduktorów srebra (podstawowych składników wywoływacza, które redukują naświetlony bromek lub chlorek srebra w srebro metaliczne) jako odpowiedniego środowiska wymaga otoczenia o odczynie zasadowym, im bardziej, tym szybciej następuje wywoływanie. Kąpiele przerywające posiadają odczyn mocno kwaśny, dzięki temu szybko spowalniają wywoływacz.
2. Oszczędzaniu utrwalacza. Utrwalacze najczęściej posiadają odczyn kwaśny. Bez buforującej kwaśnej kąpieli przerywacza utrwalacz szybciej by się wyczerpywał. Jego odczyn w miarę doprowadzania kolejnych porcji zasadowego wywoływacza stałby się obojętny, a w skrajnym przypadku nawet zasadowy, przez co straciłby swoje właściwości wypłukiwania niezredukowanego bromku (chlorku) srebra.

Skuteczną kąpielą przerywającą jest wodny roztwór kwasu octowego lub kwasu cytrynowego (w tym przypadku brak uciążliwego zapachu octu).
Stosowane są przerywacze:
- kwas octowy (1–4%, pH 3,8),
- roztwór pirosiarczynu sodowego,
- roztwór pirosiarczynu potasowego.

Jeśli do roztworu dodano wskaźnik, po zobojętnieniu barwa przerywacza ulega zmianie, informując o skończeniu jego przydatności w procesie.